# Elvir Čolić
Elvir Čolić (ur. 17 lipca 1986 w Mostarze) – bośniacki piłkarz grający na pozycji obrońcy. Obecnie jest zawodnikiem klubu FK Željezničar.

## Kariera piłkarska
Čolić profesjonalną karierę rozpoczął w klubie z rodzinnego miasta − Velež Mostar, w którym, z półroczną przerwą na grę w Čeliku Zenica występował do 2010 roku. Przed sezonem 2010/11 przeniósł się do FK Željezničar.

## Kariera reprezentacyjna
W reprezentacji Bośni i Hercegowiny zadebiutował 1 czerwca 2009 roku w towarzyskim meczu z reprezentacją Uzbekistanu. Na boisku przebywał przez pełne 90 minut.
| Mecze i gole w reprezentacji | Mecze i gole w reprezentacji | Mecze i gole w reprezentacji | Mecze i gole w reprezentacji | Mecze i gole w reprezentacji | Mecze i gole w reprezentacji | Mecze i gole w reprezentacji |
| #                            | Data                         | Stadion                      | Rywal                        | Wynik                        | Gol                          | Rozgrywki                    |
| 2009                         | 2009                         | 2009                         | 2009                         | 2009                         | 2009                         | 2009                         |
| ---------------------------- | ---------------------------- | ---------------------------- | ---------------------------- | ---------------------------- | ---------------------------- | ---------------------------- |
| 1.                           | 01.06.2009                   | Taszkent, Uzbekistan         | Uzbekistan                   | 0:0                          | 0                            | towarzyski                   |

## Sukcesy
Željezničar
- Mistrzostwo Bośni i Hercegowiny: 2010, 2012
- Puchar Bośni i Hercegowiny: 2011, 2012